# Miklós Nyárádi
Miklós Nyárádi (en húngaro: Nyárádi Miklós, también conocido en inglés como Nicholas Nyaradi; 1905-1976) fue un político y profesor húngaro, ministro de Economía después de la Segunda Guerra Mundial.

## Biografía
Nacido en Budapest en 1905, en aquel entonces parte del Imperio austrohúngaro, fue autor de My Ringside Seat in Moscow (Thomas R. Crowell, 1952), unas memorias de sus negociaciones con la Unión Soviética tras la Segunda Guerra Mundial. Miembro del Partido de los Pequeños Propietarios, ejerció como ministro de Finanzas entre el 31 de mayo de 1947 y el 10 de diciembre de 1948. Tras la toma del poder por parte de los comunistas y la instauración de la República Popular de Hungría, emigró a los Estados Unidos, en 1949, donde trabajaría como profesor en Bradley University, Midwestern College y Yale University. Colaboró con artículos en publicaciones periódicas como Saturday Evening Post, Fortune o The Reporter. Falleció en 1976.